# Geum urbanum
Geum urbanum es una planta perenne, también conocida como hierba de San Benito (en inglés "hierba Bennet") de la familia Rosaceae.

## Distribución y hábitat
Crece en lugares umbríos como los bordes de los bosques de Europa y Oriente Medio. 

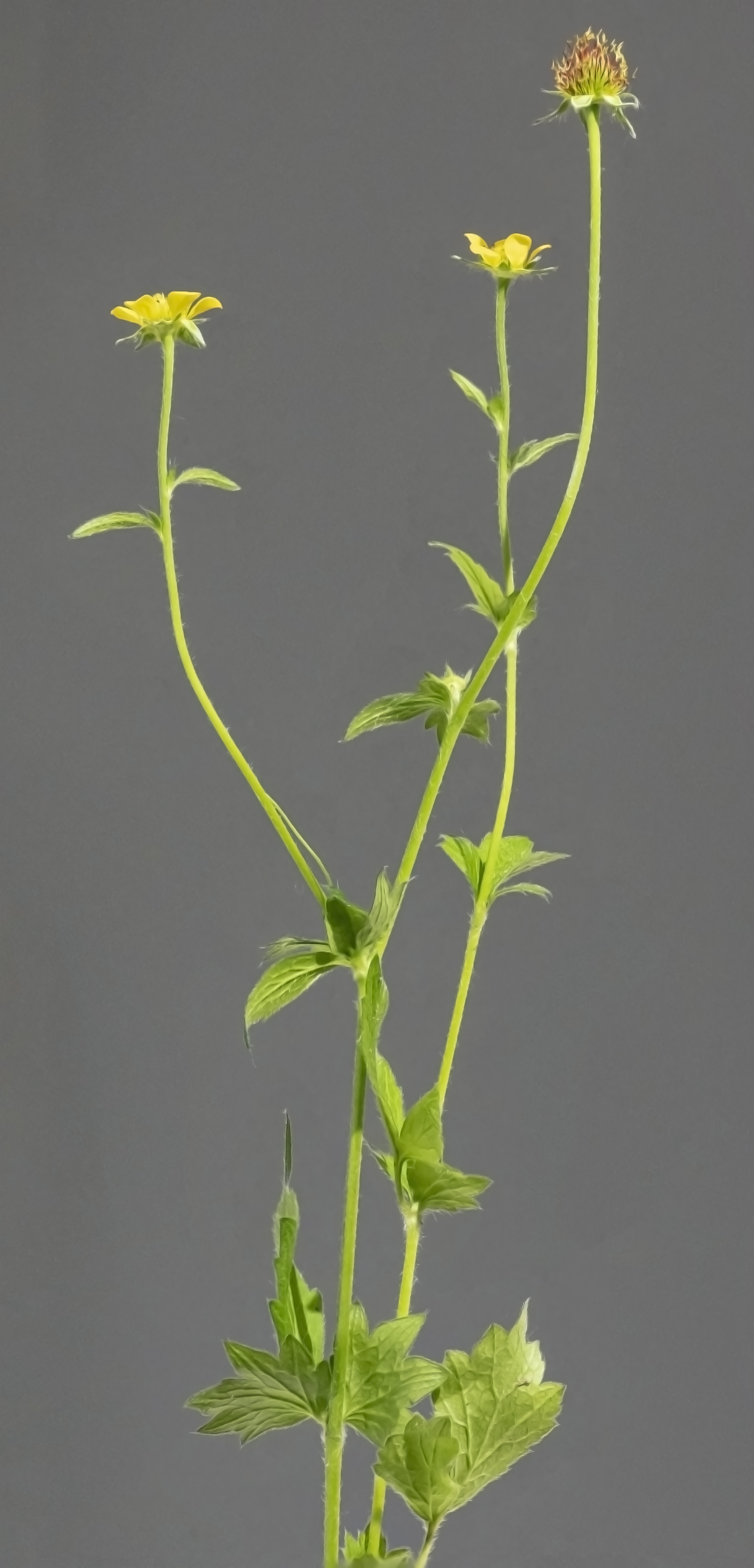
Geum urbanum

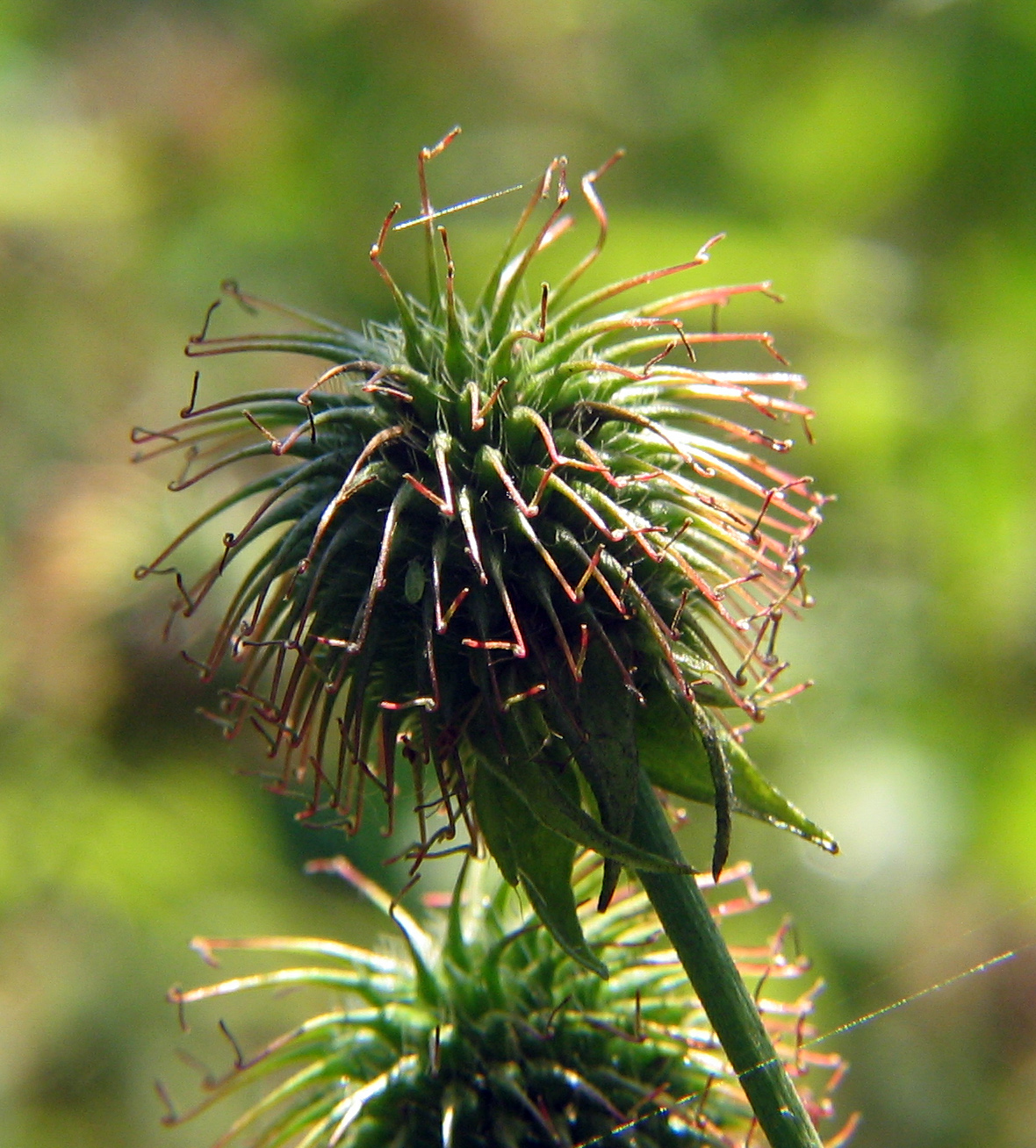
Fruto inmaduro.

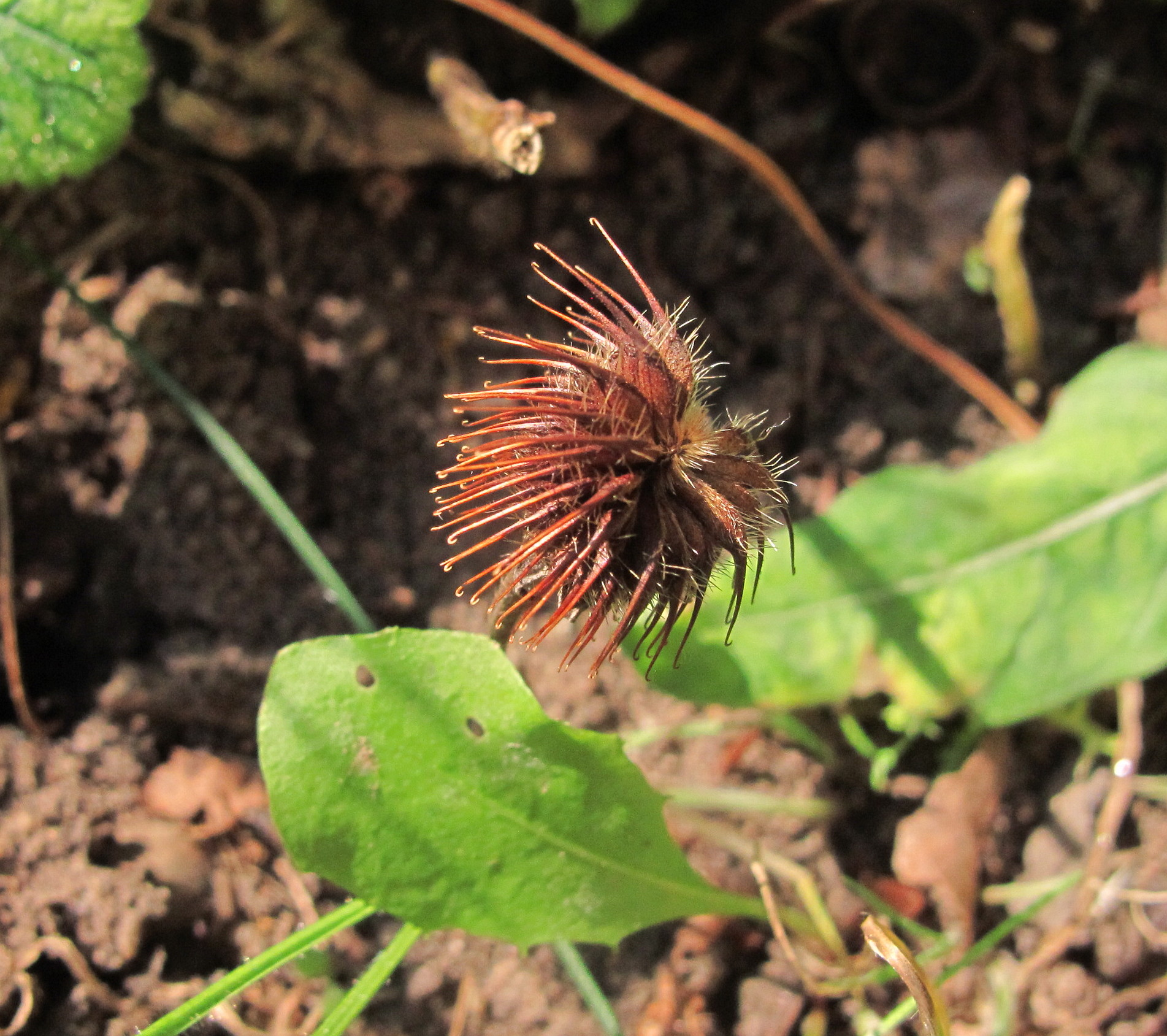
Fruto maduro

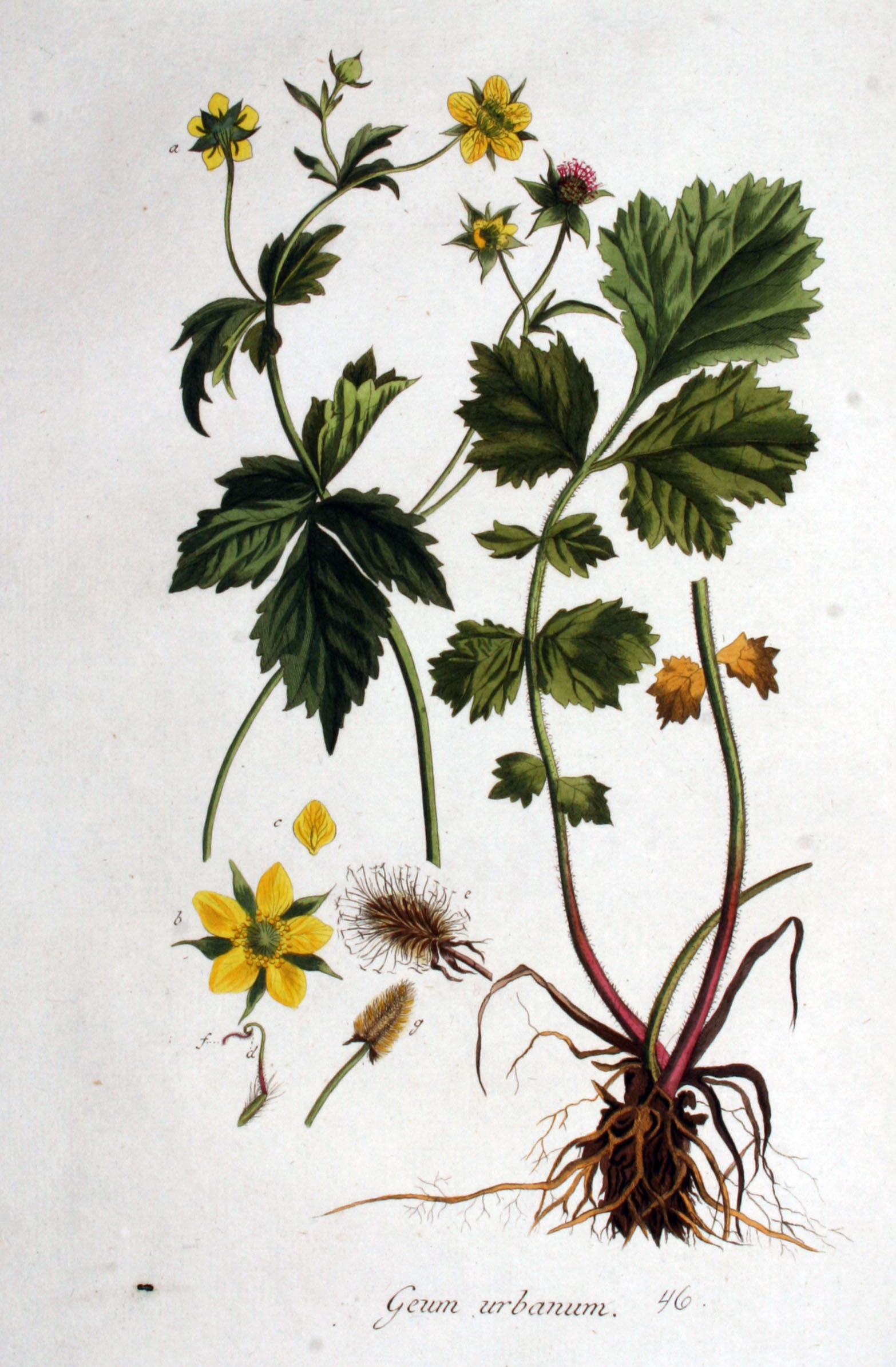
Ilustración

## Descripción
Planta vivaz que alcanza los 20-60 cm de altura, que florece entre mayo y agosto en el hemisferio norte con flores de 1-2 cm de diámetro y cinco pétalos amarillos brillantes. Las flores son hermafroditas, aromáticas y polinizadas por las abejas. El fruto tiene puntos rojos con garfios que se enganchan a la piel de animales como el conejo. La raíz se utiliza como especia y en sopas. También en la condimentación de la cerveza inglesa.

## Propiedades
- Se usa contra los dolores de estómago y la anorexia.
- Tónico digestivo para las personas mayores.
- En gargarismos para las afecciones bucales.
- Contiene taninos por lo que su abuso puede ser tóxico y provocar vómitos.

## Historia
En la época Medieval se llamaba "la hierba bendita", ya que se creía que tenía el poder de proteger de espíritus malignos y bestias venenosas.  La raíz de esta planta se llevaba como amuleto. En el Hortus Sanitatis (libro escrito en el año 1491) están escritas las propiedades de esta planta, y también se ha escrito "Donde la raíz es la casa, Satán no puede hacer nada y si un hombre porta la raíz sobre él, ninguna bestia venenosa no le puede hacer nada "

## Taxonomía
Geum urbanum fue descrita por Carlos Linneo y publicado en Species Plantarum 1: 501, en el año 1753.
Etimología
El término Geum deriva del griego geno, que significa "que tiene un agradable olor" y se refiere al olor de la raíz de esta planta, parecido al clavel o clavo de especia.  
El nombre específico urbanum, hace referencia al hábitat de la planta, normalmente de zonas ruderales.
Citología
Número de cromosomas: 2n=42.
SinonimiaCaryophyllata officinalis Moench
Caryophyllata urbana (L.) Scop.
Caryophyllata vulgaris Lam. nom. illeg.
Geum caryophyllata Gilib. nom. invalid.
Geum hederifolium C.C.Gmel.
Geum hirtum Wahlb.
Geum mengelii Sennen
Geum roylei Wall.
Geum rubrifolium Lej.
Geum salvatoris Sennen
Geum sordidum Salisb. nom. illeg.
Geum urbanum var. platylobum Rouy & E.G.Camus
Geum urbanum var. stenolobum Rouy & E.G.
Streptilon odoratum Raf. nom. illeg.

## Nombre común
Alquemila, alquimila, benedicta, cariofilada, cariofilada oficinal, cariofilata, clavelada, gariofilada, hierba del clavo, hierba de San Benito, hierba santa, islera, raíz bendita, raíz benedicta, sanamunda, sanamunda silvestre, yerba de San Benito.